# シャドウレイダース
シャドウレイダース（SHADOW RAIDERS,アメリカ合衆国：WAR PLANETS）は、カナダのメインフレーム社（現：メインフレーム・スタジオ）が作成した3DCGアニメーション作品。
アメリカ、カナダで1998～1999年にかけて放送され、日本での放送は2002年にカートゥーン ネットワークで行われた。DVDは英語音声、リージョン1で全6枚。ちなみに字幕は全く無い。

## 概要
主人公グレイブハートを初め、特徴的で個性的なキャラクターが数多く登場し、シュール、コミカル、シリアス、ラブなど、話の内容や方向性もさまざま。

CGだからこそできる非人間的キャラの描写は度肝を抜かれる。

一癖二癖あるキャラが所狭しと暴れるアクションシーンも大きな見せ場。

敵のビーストの幹部「ランプリー」「ブロック」「ヴォイド」はセルアニメではまず表現できない造形が、禍々しさと、どこからか神秘的な雰囲気すら漂わせる。
2シーズン、全26話の構成。
しかし、最後のエピソードで一度撃退したかと思われたビーストが他の惑星に牙を剥くシーンで終わっているため第3シーズンの存在を匂わせたが、すっかり音沙汰は無くなっている。

## ストーリー
宇宙の星々を食らい尽くす地獄の惑星「ビースト」、平和な惑星「テラ」がその犠牲になってしまう。テラ星の生き残りであるテクラは仲間達と共に脱出するが、ビーストの戦闘機の追撃で仲間達は次々と倒されてしまう。何とかして追撃から降り切り、逃げ出す事に成功する。
一方、宇宙のある銀河系では「岩」「炎」「化石」「氷」の四つの惑星が互いの資源を奪い合う戦争を続けていた。水不足の為、氷の星から氷を盗みに来た岩の惑星人たちがキング・クライオス率いる氷の惑星軍が待ち構えていた。二つの軍が争う内に、ビーストの攻撃に合う。
生き残ったグレイブ・ハートとクライオスはテクラからビーストの驚異を聞かされる。
それにより、いがみ合っていた惑星の人間同士が主人公グレイブハートを筆頭としてやがて手を取り合いビーストに立ち向かっていく。

## 登場人物
グレイブハート
声 - ポール・ドブソン/日本語版 - 佐々木誠二
この作品の主人公。岩の惑星出身。
ジェイド
声 - エヌーカ・ヴァネッサ・オークマ
グレイブハートと同じ岩の惑星人の女性。
パイラス
声 - マット・ヒル/杉山紀彰
炎の惑星の王子。
ズーマ
声 - エレン・ケネディ/水落幸子
砂漠の星の民族。

### 氷の惑星
キング・クライオス
声 - マーク・オリバー/乃村健次
氷の惑星の王。

### 化石の惑星
クレイトス
化石の惑星の王。両性人類。

### テラ星
テクラ
侵略されたテラ星の生き残りである女性。機械生命体。

### ビースト軍
ランプリー
声 - ターシャ・シムス
ビースト幹部。ブロックとは仲が悪い。
ブロック
声 - スコット・マクニール
ビースト幹部。ランプリーとは仲が悪い。
ヴォイド
ビースト幹部。

## 用語
岩の惑星
グレイブハートの母星である惑星。
氷の惑星
キング・クライオスたち氷の種族の惑星。
炎の惑星
パイラスの故郷である惑星。惑星ビーストの唯一の犠牲になった星。
化石の惑星
クレイトスの母星で、生物の様な仕組みになっている。
ワールドエンジン
異文明のが残した惑星を移動させる巨大な惑星移動装置。星全体にシールドでカバーする。
砂漠の惑星
ズーマの故郷である星。元々、グレイブハートたちの惑星系の物ではない。
惑星モーラ
ビースト・ドロゥの前線基地である惑星。
ビースト惑星
他の星を取り込み、支配する巨大惑星。ビーストの本部。